# Amphisbaena neglecta
Amphisbaena neglecta är en ödleart som beskrevs av  Dunn och PIATT 1936. Amphisbaena neglecta ingår i släktet Amphisbaena och familjen Amphisbaenidae. IUCN kategoriserar arten globalt som otillräckligt studerad. Inga underarter finns listade i Catalogue of Life.